# Situl urban Cartierul „Cetatea Timișoara”
Situl urban Cartierul „Cetatea Timișoara” este un monument istoric format dintr-o parte a cartierului Cetate și dezvoltat în zona intra muros a Cetății Timișoara în secolele al XVIII-lea, al XIX-lea și al XX-lea. Situl conține multe clădiri istorice și ilustrează concepția urbanistică a epocilor.

## Istoric
După cucerirea în 1716 de către habsburgi a Cetății Timișoara s-a trecut la fortificarea ei. Zona intra muros din vechea cetate otomană a fost complet distrusă în timpul asediului. Ea a fost lărgită și a fost reconstruită după normele habsburgice. Zona s-a dezvoltat după o concepție urbanistică unitară, „pe planșetă”.

## Descriere

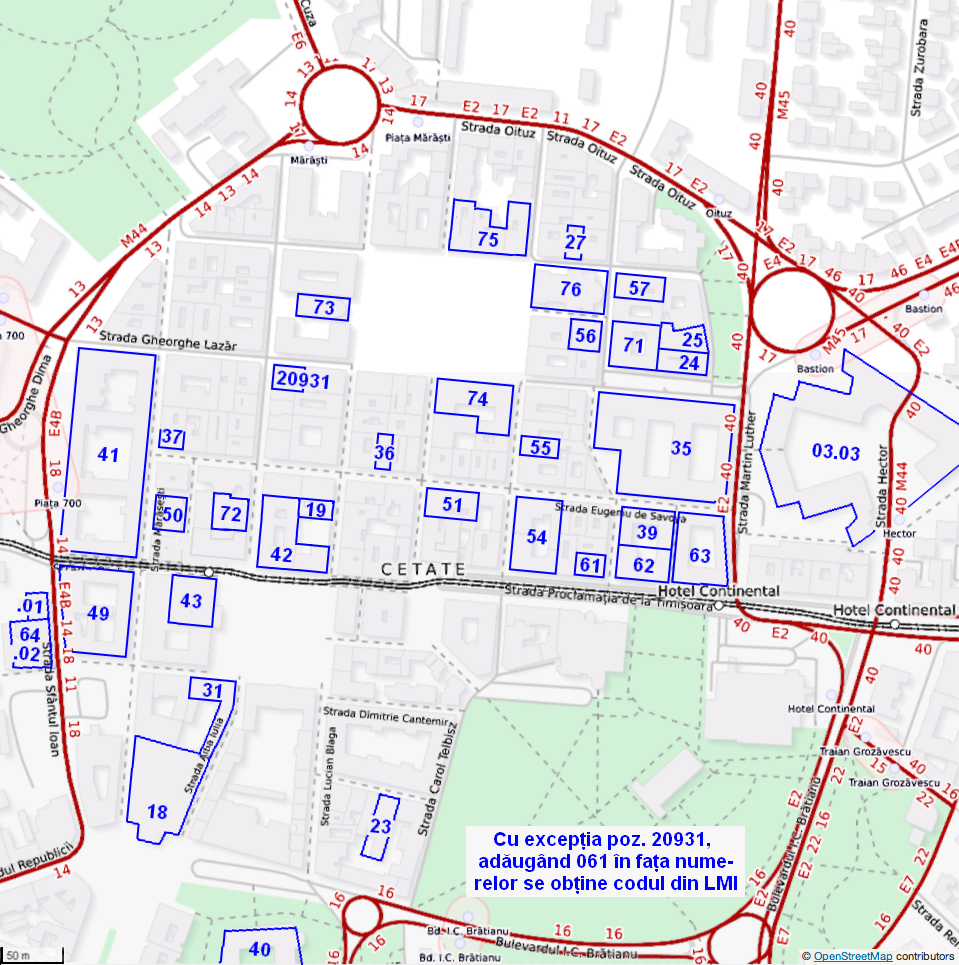
Planul sitului cu obiectivele din el conform LMI

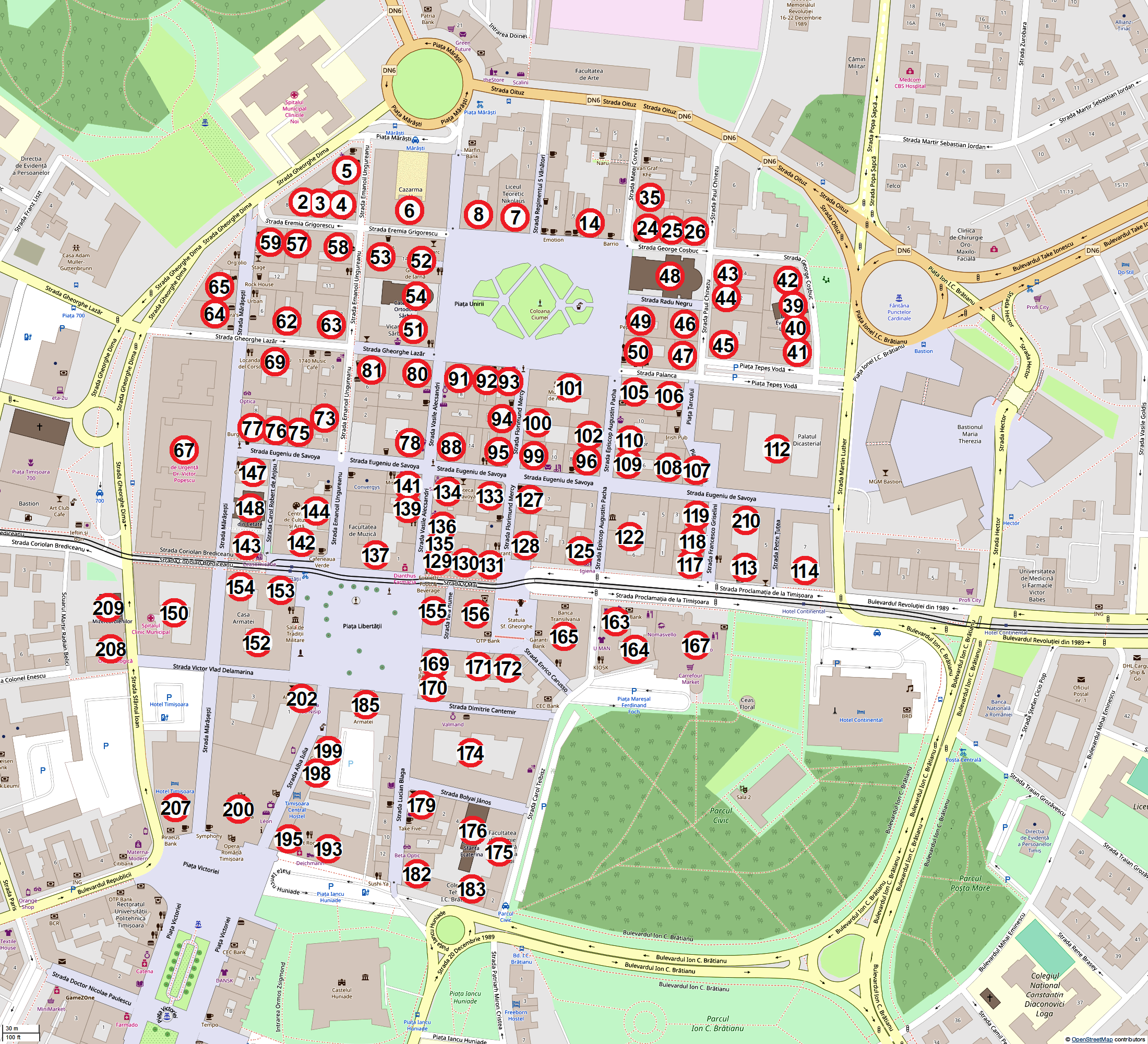
Planul sitului cu poziția obiectivelor din lista de mai jos

Cartierul Cetate reprezintă cel mai bine Timișoara istorică. Situl urban Cartierul „Cetatea Timișoara” este situat în zona intra muros a cetății habsburgice, situată în mijlocul cartierului.
Un sit este un teren delimitat topografic cuprinzând acele creații umane în cadru natural care sunt mărturii cultural-istorice semnificative din punct de vedere arhitectural, urbanistic, arheologic, istoric, artistic, etnografic, religios, social (en), științific, tehnic sau al peisajului cultural. Situl urban Cartierul „Cetatea Timișoara”este o zona din Timișoara delimitată practic de ceea ce este astăzi cunoscut drept Inelul 1. Ca orice monument istoric, situl este înconjurat de o zonă de protecție stabilită după caz, în zonele urbane fiind de regulă de 100 m față de limita exterioară a sitului.
Asociația Română a Inginerilor Consultanți (ARIC) consideră că situl are o suprafață de 45 923 m², din care 32 890 m² piețe publice și zone pietonale. Lungimea totală a străzilor pietonale este de 1207 m. În sit există rețele de utilități, din care cea de alimetare cu apă are o lunginme de 2530 m, cea de canalizare una de 1825 m, iar cea de termoficare de 5566 m.
Zona este organizată în jurul a trei piețe cu destinații bine definite: Piața Unirii, Piața Libertății și Piața Sfântul Gheorghe. Trama stradală este regulată, formată din străzi drepte, perpendiculare, rezultând cvartaluri dreptunghiulare. Inițial această zonă a fost separată de restul vecinătăților printr-un sistem defensiv puternic și sofisticat.
Situl cuprinde în el 34 de clădiri și două monumente — Monumentul „Sf. Treime” din Piața Unirii și Statuia „Sf. Maria” și „Sf. Ioan Nepomuk” din Piața Libertății — care au în lista monumentelor istorice din județul Timiș din 2015 coduri separate..

## Reabilitări
Chestiunea reabilitării obiectivelor din zonele istorice ale Timișoarei s-a pus încă din anii 1980. Sub conducerea arh. Șerban Sturdza în 1988 a fost reamenajată Piața Unirii. Actual activitarea de reabilitare este coordonată de Direcția de Cultură și Patrimoniu a primăriei.
Între 31 ianuarie 2006 – 1 martie 2010 Societatea Germană pentru Cooperare Tehnică (germană Deutsche Gesellschaft für Technische Zusammenarbeit – GTZ) a desfășurat proiectul „Reabilitarea prudentă și revitalizarea economică a cartierelor istorice din Timișoara”, proiect finanțat în colaborare de Ministerul Federal pentru Cooperare Economică și Cooperare din RFG. Proiectul a cuprins cursuri de reabilitări clădiri istorice pentru meseriași, arhitecți sau ingineri constructori, schimburi de experiență cu orașe partenere și proiectul similar din Sibiu, stabilirea de măsuri pentru reabiltare, sprijinirea primăriei în accesarea de fonduri structurale europene, întocmirea de materiale informative, realizarea unor evenimente care să atragă atenția locuitorilor asupra valorii clădirilor istorice și consilierea proprietarilor de clădiri istorice.
La 21 decembrie 2011, între Municipiul Timișoara în calitate de beneficiar și Ministerul Dezvoltării Regionale și Turismului în calitate de Autoritate de Management pentru Programul Operațional Regional și Agenția pentru Dezvoltare Regională Vest, s-a semnat contractul de finanțare nerambursabilă nr. 2748 pentru proiectul „Reabilitarea spațiilor publice din centrul istoric al municipiului Timișoara”. Valoarea contractului a fost de peste 65 de milioane de lei, din care 42 de milioane au provenit din fonduri ale Uniunii Europene, puțin peste 9 milioane din fonduri guvernamentale, aproape 2 milioane din fonduri ale primăriei Timișoara, peste 12 milioane fiind TVA. Valoarea totală a contribuțiilor nerambursabile a fost de 53 de milioane de lei. Durata proiectului a fost de 39 de luni, începând din 30 decembrie 2011. Lucrările erau prevăzute să se desfășoare între iunie 2012 și decembrie 2014. Proiectul a prevăzut reabilitarea piețelor Unirii, Libertății, Sfântul Gheorghe și General Traian Doda (fostă Țarcului) și a 10 străzi: Constantin Mușat, Vasile Alecsandri, Lucian Blaga, Florimund Mercy, Francesco Griselini, Radu Negru, Strada fără nume, General Praporgescu, Enrico Carusso, și Eugeniu de Savoya. Au fost prevăzute reabilitarea infrastructurii tehnico-edilitare, a pavimentului și dotarea cu mobilier urban. În urma finalizării proiectului Piața Unirii și-a păstrat concepția din 1988, Piața Libertății a devenit în loc de parc o piață de evenimente, iar cele 10 străzi reabilitate au devenit pietonale. Tot în cadrul acestui proiect, în 2009 în zona sitului au fost amplasate șapte „obiecte de artă urbană”: lucrarea „Totem”, amplasată în fața Palatului Baroc, „Marea Piramidă”, amplasată pe str. Enrico Carusso, „Coajă de om” și „Axul pământului acordat cu stelele”, amplasate pe str. Eugeniu de Savoya, „Superman”, amplasat pe str. Florimund Mercy în capătul dinspre Piața Unirii, „Eva”, amplasată pe str. Vasile Alecsandri și „Phone Boy”, amplasat în Piața Libertății.
Proiectul nu a inclus reabilitarea clădirilor istorice, deoarece această sarcină revine proprietarilor lor. Totuși, în această perioadă au fost reabilitate numeroase clădiri, cum ar fi Casa Brück, fostul han „La Trompetist”, clădirea Bibliotecii Academiei și multe altele.

## Clădiri
| Poz. Cvartal | Descriere | Adresă, Coordonate                                                                         | Data construirii/ Arhitect                                       | Imagine | Note |
| ------------ | --- | ------------------------------------------------------------------------------------------ | ---------------------------------------------------------------- | ------- | ---- |
| 2 1          | Palatul Ignácz Dorogi. Stil eclectic istoricist neobaroc. | Str. General Eremia Grigorescu nr. 6 45°45′31″N 21°13′36″E / 45.7586°N 21.2266°E           | 1895                                                             |         |      |
| 3 1          | Palatul Sándor Kecskeméti. Stil eclectic istoricist neobaroc. Renovare 2011. | Str. General Eremia Grigorescu nr. 4 45°45′31″N 21°13′36″E / 45.7586°N 21.2268°E           | 1898                                                             |         |      |
| 4 1          | Palatul Marczel Káldori. Stil Secession. | Str. Emanoil Ungureanu nr. 15 45°45′31″N 21°13′38″E / 45.7586°N 21.2271°E                  | 1907                                                             |         |      |
| 5 1          | Palatul Szever Pápáfy (hanul „Curtea Rusească”). Stil eclectic istoricist cu elemente clasiciste și neobaroce. | Str. Emanoil Ungureanu nr. 17, 45°45′32″N 21°13′38″E / 45.7589°N 21.2271°E                 | 1899                                                             |         |      |
| 6 2          | Cazarma U (cazarma Franz Ioseph). Stil clasicist. | Str. General Eremia Grigorescu nr. 2 45°45′31″N 21°13′40″E / 45.7587°N 21.2278°E           | c. 1850                                                          |         |      |
| 7 3          | În secolul al XIX-lea era hanul „La cei Șapte Principi Electori”, ulterior hotelul „Bristol”. Din 1960 este una dintre clădirile liceului „Nikolaus Lenau”. Actual clădirea a fost renovată în stil clasicist. | Piața Unirii nr. 7 45°45′31″N 21°13′44″E / 45.7585°N 21.2288°E                             | 1752 c. 1900 (fațada)                                            |         |      |
| 8 3          | Casa cu Lei (Casa Lajos Weisz). Stil Secession eclectic. Decorată cu coloane clasiciste din ordinul ionic, elemente neobaroce și zoomorfe (leii). | Piața Unirii nr. 6 45°45′31″N 21°13′42″E / 45.7585°N 21.2284°E                             | 1758 1906 (fațada)                                               |         |      |
| 12–15 4      | Casele canonicilor. Stil eclectic istoricist. Inițial au avut o fațadă comună. De la vest la est: - Casa Johann Szervinatz - Casa Nika (Nikola) Koszta - Casa Jakob Sorgenfrei - Casa Franz Krautwaschl. | Piața Unirii:nr. 8–11 45°45′31″N 21°13′46″E / 45.7585°N 21.2295°E                          | sec. al XVIII-lea                                                |         | LMI  |
| 24 5         | Localul „La Regele Greciei”. Stil eclectic istoricist cu elemente clasiciste și neobaroce. Decorat cu pilaștri dubli cu capiteluri ionice. | Str. George Coșbuc nr. 1 45°45′30″N 21°13′48″E / 45.7584°N 21.2301°E                       | 1758                                                             |         |      |
| 25 5         | Casa Nanet[te] Stojadinovich. Stil baroc provincial. | Str. George Coșbuc nr. 3 45°45′30″N 21°13′49″E / 45.7584°N 21.2304°E                       | 1786                                                             |         | LMI  |
| 26 5         | Casa Johann Palekutsevny. Fără stil, friză clasicistă. | Str. Paul Chinezu nr. 3 45°45′30″N 21°13′51″E / 45.7584°N 21.2307°E                        | 1767                                                             |         |      |
| 35 5         | Casa Capitlului de Cenad. Stil Secession. Decorațiuni antropomorfe și zoomorfe. | Str. Matei Corvin nr. 2 45°45′31″N 21°13′49″E / 45.7587°N 21.2302°E                        | 1903 Eduard Reiter                                               |         |      |
| 39 7         | Biserica evanghelică luterană. Stil clasicist. Fațada este decorată cu pilaștri din ordinul doric, iar turnul cu pilaștri din ordinul ionic. | Piața Ionel I.C. Brătianu nr. 3 45°45′28″N 21°13′54″E / 45.7579°N 21.2317°E                | 1839 Anton Schmidt                                               |         |      |
| 40 7         | Casa parohială protestantă. Stil clasicist cu elemente baroce. Arce Rundbogenstil. | Piața Ionel I.C. Brătianu nr. 2 45°45′28″N 21°13′54″E / 45.7577°N 21.2317°E                | 1836                                                             |         |      |
| 41 7         | Casa cu Axa de Fier. Stil clasicist cu elemente neoromanice. | Piața Ionel I.C. Brătianu nr. 1 45°45′27″N 21°13′54″E / 45.7575°N 21.2318°E                | 1836 Anton Schmidt                                               |         | LMI  |
| 42 7         | Casa Bersuder. Stil eclectic istoricist cu elemente clasiciste și baroce. | Str. George Coșbuc nr. 2 45°45′29″N 21°13′54″E / 45.7581°N 21.2316°E                       | 1937                                                             |         |      |
| 43 7         | Casă, cu elente clasiciste și arce Rundbogenstil. | Str. Paul Chinezu nr. 4 45°45′30″N 21°13′52″E / 45.7582°N 21.2311°E                        | 1836                                                             |         | LMI  |
| 44 7         | Casa Constantin Nikolits. Stil Secession. | Str. Paul Chinezu nr. 2 45°45′29″N 21°13′52″E / 45.7580°N 21.2310°E                        | 1836 c. 1900 (renovare) 2003 (mansardare)                        |         |      |
| 45 7         | Casă. Stil clasicist. Decorată cu pilaștri cu capiteluri corintice. | Piața Țepeș Vodă nr. 1 45°45′28″N 21°13′52″E / 45.7577°N 21.2310°E                         | 1836                                                             |         |      |
| 46 9         | Casă. Stil clasicist, decorată cu pilaștri dubli cu capiteluri „Turnul Vânturilor”. | Str. Paul Chinezu nr. 1 45°45′28″N 21°13′50″E / 45.7578°N 21.2306°E                        | 1859                                                             |         | LMI  |
| 47 9         | Casa „La Regele Prusiei”. Stil clasicist cu elemente baroce. Arce Rundbogenstil. | Str. Palanca nr. 1 45°45′27″N 21°13′50″E / 45.7575°N 21.2306°E                             | sec. al XIX-lea                                                  |         |      |
| 48 8         | Domul romano-catolic „Sf. Gheorghe”. Stil baroc austriac. | Piața Unirii nr. 12 45°45′29″N 21°13′49″E / 45.7581°N 21.2303°E                            | 1736–1774 Joseph Emanuel Fischer von Erlach                      |         | LMI  |
| 49 9         | Banca Economică a Ungariei de Sud (după 1920 Banca Șvăbească). Stil Secession, decorată cu pilaștri cu figuri antropomorfe. | Piața Unirii nr. 13 45°45′28″N 21°13′48″E / 45.7578°N 21.2301°E                            | 1904 László Székely                                              |         |      |
| 50 9         | Casa Wolfgang Prenner. Stil eclectic istoricist. | Piața Unirii nr. 14 45°45′27″N 21°13′48″E / 45.7576°N 21.2301°E                            | sec. al XIX-lea                                                  |         |      |
| 51 10        | Palatul Episcopal Ortodox Sârb (Rascian). Stil inițial baroc austriac. Din 1906 stil neosârbesc, cu un fronton monumental de ispirație rusă. Reabilitat în 2013. | Piața Unirii nr. 4 45°45′28″N 21°13′40″E / 45.7577°N 21.2279°E                             | 1747 1906 (fațada, László Székely)                               |         |      |
| 52 10        | Casa Comunității Ortodoxe Sârbești. Stil clasicist cu elemente neobaroce. Arce Rundbogenstil. Reabilitată în 2007. | Piața Unirii nr. 5 45°45′30″N 21°13′40″E / 45.7582°N 21.2279°E                             | 1824                                                             |         |      |
| 53 10        | Palatul Comunității Ortodoxe Sârbești. Stil eclectic istoricist cu elemente clasiciste și neobaroce. Decorată cu pilaștri cu capiteluri compozite/corintice. | Str. Emanoil Ungureanu nr. 14 45°45′30″N 21°13′39″E / 45.7583°N 21.2274°E                  | 1896                                                             |         |      |
| 54 10        | Catedrala Ortodoxă Sârbă. Stil clasicist cu elemete baroce. | Str. Emanoil Ungureanu nr. 12 45°45′29″N 21°13′40″E / 45.7580°N 21.2277°E                  | 1748                                                             |         | LMI  |
| 57 11        | Grădinița germană. Stil eclectic istoricist cu elemente clasiciste. Decorată cu pilaștri cu capiteluri corintice. | Str. Erenia Grigorescu nr. 3 45°45′30″N 21°13′36″E / 45.7584°N 21.2266°E                   | 1894                                                             |         |      |
| 58 11        | Palatul Gizella Schneider. Stil eclectic istoricist cu elemente neobaroce. Decorată cu pilaștri cu capiteluri corintice. | Str. Erenia Grigorescu nr. 145°45′30″N 21°13′37″E / 45.7583°N 21.2270°E                    | 1897                                                             |         |      |
| 59 11        | Casa Anton Schöffer. Stil eclectic istoricist cu elemente clasiciste și neobaroce. Decorată cu pilaștri dubli cu capiteluri corintice. | Str. Mărășești nr. 14 45°45′30″N 21°13′35″E / 45.7584°N 21.2263°E                          | 1828                                                             |         |      |
| 62 11        | Palatul László Králik. Stil Secession cu decorațiuni vegetale și geometrice. | Str. Gheorghe Lazăr nr. 4 45°45′28″N 21°13′35″E / 45.7578°N 21.2265°E                      | 1913 László Székely                                              |         |      |
| 63 11        | Liceul „Nikolaus Lenau”. Stil eclectic istoricist cu elemente clasiciste. | Str. Gheorghe Lazăr nr. 2 45°45′28″N 21°13′37″E / 45.7578°N 21.2269°E                      | 1875–1879 Heinrich Baader (1847–1928), Johann Reiber             |         |      |
| 64 12        | Casa David Rothmänner. Stil eclectic istoricist cu elemente clasiciste. Decorată cu pilaștri. | Str. Gheorghe Lazăr nr. 8 45°45′28″N 21°13′33″E / 45.7578°N 21.2257°E                      | 1808                                                             |         |      |
| 65 12        | Palatul Szimon Brück. Stil Secession cu decorații vegetale, zoomorfice și geometrice. | Str. Mărășești nr. 7 45°45′29″N 21°13′33″E / 45.7581°N 21.2258°E                           | 1905 László Székely                                              |         |      |
| 67 13        | Spitalul Militar. Stil eclectic clasicist. | Str. Gheorghe Lazăr nr. 7 45°45′25″N 21°13′31″E / 45.7569°N 21.2254°E                      | 1766 1818 (supraetajare)                                         |         | LMI  |
| 69 14        | Clădirea Comunității Israelite. Stil Seccesion. Decorațiuni geometrice vegetale și antropomorfe. La capete, edicule. | Str. Gheorghe Lazăr nr. 5 45°45′27″N 21°13′35″E / 45.7575°N 21.2263°E                      | 1906 Lipót Baumhorn                                              |         |      |
| 73 14        | Palatul Janko Baruch. Stil eclectic istoricist cu elemente clasiciste. | Str. Emanoil Ungureanu nr. 5 45°45′26″N 21°13′37″E / 45.7571°N 21.2269°E                   | 1893 1902 (supraetajare)                                         |         |      |
| 75 14        | Palatul Guido Luxeder. Stil eclectic istoricist cu elemente neobaroce. Poarta încadrată de pilaștri din ordinul ionic. | Str. Eugeniu de Savoya nr. 20 45°45′25″N 21°13′36″E / 45.7570°N 21.2266°E                  | 1894                                                             |         |      |
| 76 14        | Palatul Jakab Csendes. Stil Secession. | Str. Eugeniu de Savoya nr. 22 45°45′25″N 21°13′35″E / 45.7570°N 21.2264°E                  | 1905 Martin Gemeinhardt                                          |         |      |
| 77 14        | Casa Prințului Eugeniu de Savoya. Stil eclectic istoricist cu elemente clasiciste. | Str. Eugeniu de Savoya nr. 24 45°45′25″N 21°13′34″E / 45.7570°N 21.2261°E                  | 1817                                                             |         | LMI  |
| 78 15        | Palatul Peter Solderer (hanul „La Trei Coroane”). Stil eclectic istoricist cu elemente clasiciste și neobaroce. | Str. Vasile Alecsandri nr. 7 45°45′25″N 21°13′42″E / 45.7569°N 21.2282°E                   | 1744 1888 (renovare)                                             |         |      |
| 80 15        | Palatul Miksa (Max) Steiner (Palatul Băncii de Scont). Stil Secession. | Str. Gheorghe Lazăr nr. 1 45°45′27″N 21°13′40″E / 45.7574°N 21.2278°E                      | 1909 Márcell Komor, Dezső Jakab                                  |         |      |
| 81 15        | Casa Johann Stojanovich (cafeneaua „Spieluhr”). Stil eclectic istoricist | Str. Emanoil Ungureanu nr. 8 45°45′27″N 21°13′38″E / 45.7575°N 21.2273°E                   | 1758                                                             |         | LMI  |
| 88 16        | Palatul Maleniza (Jossim Maleniza, apoi Peter Malanitza; „La Vulturul Negru”). Stil eclectic istoricist cu elemente clasiciste (pilaștri dorici la et. II). | Str. Vasile Alecsandri nr. 4 45°45′25″N 21°13′42″E / 45.7569°N 21.2282°E                   | 1740                                                             |         |      |
| 91 16        | Casa „La Elefant”. Redecorată în sec. al XX-lea cu elemente clasiciste și neobaroce. Renovată între 1980–1981. Reabilitată în 2009. | Piața Unirii nr. 3 45°45′27″N 21°13′42″E / 45.7574°N 21.2283°E                             | 1754 1932 (supraetajare 2 et)                                    |         |      |
| 92 16        | Casa „La Trei Husari”. Stil interbelic cu elemente istoriciste; decorațiuni clasiciste și neobaroce. | Piața Unirii nr. 2 45°45′27″N 21°13′43″E / 45.7574°N 21.2286°E                             | 1828 1935 (supraetajare 2 et)                                    |         |      |
| 93 16        | Casa Salamon Brück („La Crucea de Aur”). Stil Secession. Reabilitată 2012. | Str. Florimund Mercy nr. 9 45°45′27″N 21°13′43″E / 45.7574°N 21.2287°E                     | 1911 László Székely                                              |         |      |
| 94 16        | Casa Franz (Ferencz) Emmer. Stil Secession, decorații vegetale și antropomorfe. | Str. Florimund Mercy nr. 7 45°45′26″N 21°13′43″E / 45.7571°N 21.2287°E                     | 1907 László Székely                                              |         |      |
| 95 16        | Palatul Hermann Brach („La Cocoșul Negru”). Stil eclectic istoricist cu elemente neobaroc și Secession. | Str. Florimund Mercy nr. 5 45°45′24″N 21°13′43″E / 45.7568°N 21.2287°E                     | 1905                                                             |         |      |
| 96 17        | Palatul Elena și Robert Decker. Stil interbelic. | Str. Episcop Augustin Pacha nr. 5 45°45′24″N 21°13′47″E / 45.7568°N 21.2296°E              | 1933                                                             |         |      |
| 99 17        | Palat pe locul casei Jakob Hetz. Stil eclectic istoricist cu elemente clasiciste. | Str. Florimund Mercy nr. 4 45°45′24″N 21°13′44″E / 45.7568°N 21.2290°E                     | sec. al XIX-lea                                                  |         |      |
| 100 17       | Administrația Camerală. Stil baroc. Decorată cu pilaștri. | Str. Florimund Mercy nr. 6 45°45′26″N 21°13′44″E / 45.7571°N 21.2290°E                     | 1734                                                             |         |      |
| 101 17       | Palatul baroc. Stil baroc. Decorat cu pilaștri baroc cu capiteluri corintice și frontoane la ferestre. Restaurat între 1979–2006. | Piața Unirii nr. 1 45°45′27″N 21°13′45″E / 45.7574°N 21.2293°E                             | 1754 1886 (mansardare, Jacques (Jakob) Klein)                    |         | LMI  |
| 102 17       | Filiala Academiei Române (Casa Wellauer, Casa Zsigmond Ormós). Stil eclectic istoricist cu elemente clasiciste. Decorată cu semicoloane ionice. Arce Rundbogenstil. Pe fațadă, statuia Atenei în stil clasicist. | Str. Episcop Augustin Pacha nr. 7 45°45′25″N 21°13′47″E / 45.7570°N 21.2296°E              | 1752                                                             |         |      |
| 105 18       | Casa Papp von Sprung, azi Banca Transilvania. Stil eclectic istoricist cu elemente clasiciste și neobaroce. Poarta decorată cu semicoloane dorice. | Str. Palanca nr. 2 45°45′27″N 21°13′48″E / 45.7575°N 21.2301°E                             | 1808                                                             |         |      |
| 106 18       | Casa canonicilor. Stil clasicist. Decorată cu pilaștri cu capiteluri corintice. Arce Rundbogenstil. Restaurat 2010. | Str. Palanca nr. 4 45°45′26″N 21°13′50″E / 45.7573°N 21.2305°E                             | 1837 2010 (mansardare)                                           |         |      |
| 107 18       | Palatul Sindicatului Industrial. Stil Seccesion. | Str. Eugeniu de Savoya nr. 4 45°45′24″N 21°13′50″E / 45.7567°N 21.2306°E                   | 1758 1925 (supraetajare, László Székely)                         |         |      |
| 108 18       | Palatul Joseph Schweinitzer, fosta casă Lazarus Imler. Stil eclectic istoricist neobaroc. Arce Rundbogenstil. | Str. Eugeniu de Savoya nr. 6 45°45′24″N 21°13′49″E / 45.7567°N 21.2304°E                   | 1752 c. 1890 (supraetajare)                                      |         |      |
| 109 18       | Hanul „La Trompetist” (din 1894 hotel „Hungaria”). Stil eclectic istoricist cu elemente clasiciste și neobaroce. Decorat cu pilaștri din ordinele ionic și corintic. Reabilitat. Casa inițială de pe acest spațiu a fost construită în 1752, de judecătorul Anton Seltman, iar la început avea doar un etaj. Este cunoscut faptul că domnitorul Alexandru Ioan Cuza, în drumul său de exil, a făcut un scurt popas in Timisoara, la acest hotel, în 7 și 8 martie 1866. | Str. Episcop Augustin Pacha nr. 6 45°45′24″N 21°13′48″E / 45.7567°N 21.2299°E              | 1752 1894 (supraetajare)                                         |         |      |
| 110 18       | Direcția pentru Cultură, Culte și Patrimoniul Cultural Național al Județului Timiș. Casa Artelor. Stil eclectic istoricist cu elemente clasiciste. Decorată cu pilaștri cu capiteluri cu frunze de acant și păsări. | Str. Episcop Augustin Pacha nr. 8 45°45′28″N 21°13′48″E / 45.7579°N 21.2300°E              | 1752                                                             |         | LMI  |
| 112 19       | Palatul Dicasterial. Stil renascentist cu elemente neoromanice. | Str. Eugeniu de Savoya nr. 2 45°45′28″N 21°13′53″E / 45.7579°N 21.2314°E                   | 1860                                                             |         | LMI  |
| 113 20       | Palatul Deschan. Stil clasicist, cu pilaștri și semicoloane din ordinul corintic (corpul de sud), stil baroc provincial copurile de est, nord și vest). | Str. Proclamația de la Timișoara nr. 5 45°45′22″N 21°13′52″E / 45.7561°N 21.2312°E         | 1735 1802 (corpul de sud)                                        |         | LMI  |
| 114 20       | Casa Contelui de Mercy. Stil baroc provincial, balconul susținut de coloane duble ionice; la etaj pilaștri dubli cu capiteluri corintice. | Str. Proclamația de la Timișoara nr. 7 45°45′22″N 21°13′54″E / 45.7562°N 21.2318°E         | 1722 (demolată) 1828                                             |         | LMI  |
| 117 21       | Casa cu „Pomul Breslelor”. Decorațiuni secession. | Str. Proclamația de la Timișoara nr. 3 45°45′22″N 21°13′50″E / 45.7560°N 21.2306°E         | 1828                                                             |         | LMI  |
| 118 21       | Casa Zsivan Mihailovitz (Jivan Mihailovici). Stil Secession. | Str. Francesco Griselini nr. 1 45°45′22″N 21°13′51″E / 45.7562°N 21.2307°E                 | sec. al XIX-lea                                                  |         |      |
| 119 21       | Casa Peter Georgevits. Stil eclectic istoricist cu elemente clasiciste și neobaroce. | Str. Eugeniu de Savoya nr. 1 45°45′23″N 21°13′51″E / 45.7564°N 21.2307°E                   | 1758                                                             |         |      |
| 122 21       | Palatul Episcopal romano-catolic. Stil eclectic istoricist cu elemente clasiciste. Restaurat 1995. | Str. Episcop Augustin Pacha nr. 4 45°45′22″N 21°13′48″E / 45.7562°N 21.2300°E              | 1752                                                             |         | LMI  |
| 125 22       | Hotelul „la Cerbul de Aur”. Stil eclectic istoricist cu elemente clasiciste. Decorat cu pilaștri cu capiteluri ionice și dorice. | Piața Sfântul Gheorghe nr. 4 45°45′22″N 21°13′46″E / 45.7561°N 21.2295°E                   | 1730                                                             |         |      |
| 127 22       | Palatul Băncii Imobiliare. Stil Secession cu elemente clasiciste. Decorată cu pilaștri cu capiteluri ionice. | Str. Eugeniu d Savoya nr. 7 45°45′23″N 21°13′45″E / 45.7565°N 21.2291°E                    | 1907                                                             |         |      |
| 128 22       | Palatul băncii Albina. Stil interbelic. | Str. Florimund Mercy nr. 2 45°45′N 21°13′E / 45.75°N 21.22°E                               | 1939 Silvestru Răfiroiu                                          |         |      |
| 129 23       | Casa Catharina Hertl (Casa Strohmayer). Stil eclectic istoricist cu elemente clasiciste. Decorat cu pilaștri corintici. Renovat 2017 | Str. 9 Mai nr. 1 45°45′22″N 21°13′41″E / 45.7560°N 21.2280°E                               | 1842 Anton Schmidt (1786–1863)                                   |         |      |
| 130 23       | Librăria fraților Moravetz. Stil eclectic istoricist cu elemente clasiciste. Decorată cu pilaștri cu capiteluri dorice. | Str. 9 Mai nr. 3 45°45′22″N 21°13′42″E / 45.7560°N 21.2283°E                               | sec. al XIX-lea                                                  |         |      |
| 131 23       | Casa Johann Jankovich. Stil eclectic istoricist cu elemente clasiciste și neobaroce. | Str. Florimund Mercy nr. 1 45°45′22″N 21°13′43″E / 45.7560°N 21.2286°E                     | 1740                                                             |         |      |
| 133 23       | Palatul Ágoston Gálgon. Stil Secession. Decorațiuni antropomorfe și geometrice. | Str. Eugeniu de Savoya nr. 9 45°45′24″N 21°13′43″E / 45.7566°N 21.2286°E                   | 1912                                                             |         |      |
| 134 23       | Palatul Ferencz Waismayer (Palatul Bersuder). Stil eclectic istoricist cu elemente clasiciste. Decorat cu pilaștri cu capiteluri „turnul vânturilor”. Arce Rundbogenstil. | Str. Eugeniu de Savoya nr. 11 45°45′24″N 21°13′41″E / 45.7566°N 21.2281°E                  | 1893 Josef Eckert jr.                                            |         |      |
| 135 23       | Palatul Basilius Markovits. Stil eclectic istoricist cu elemente neobaroce. | Str. Vasile Alecsandri nr. 2 45°45′22″N 21°13′41″E / 45.7562°N 21.2280°E                   | 1853                                                             |         |      |
| 136 23       | Casa CM (în medalion). Stil eclectic istoricist cu elemente neobaroce. | Str. Vasile Alecsandri nr. 2A 45°45′23″N 21°13′41″E / 45.7563°N 21.2280°E                  | 1828                                                             |         |      |
| 137 24       | Primăria veche. Stil eclectic istoricist cu elemente clasiciste. Arce Rundbogenstil. În 1782 corpul de vest a fost refăcut de Joseph Aigner. În 1935 reparație capitală, fațadă unitară a celor două corpuri. | Piața Libertății nr. 1 45°45′22″N 21°13′39″E / 45.7561°N 21.2274°E                         | 1734 Pietro del Bronzo                                           |         | LMI  |
| 139 24       | Casa Netsa Nedelkovich. Decorată cu pilaștri. | Str. Vasile Alecsandri nr. 3 45°45′23″N 21°13′40″E / 45.7565°N 21.2277°E                   | 1740                                                             |         |      |
| 141 24       | Oficiul Vămii. Stil eclectic istoricist cu elemente clasiciste. Fațadă decorată cu pilaștri. | Str. Vasile Alecsandri nr. 5 45°45′24″N 21°13′40″E / 45.7566°N 21.2277°E                   | 1740                                                             |         |      |
| 142 25       | Palatul Băncii de Credit. Stil Secession. Decorat cu semicoloane dorice și pilaștri ionici. | Str. Coriolan Brediceanu nr. 2 45°45′22″N 21°13′36″E / 45.7562°N 21.2268°E                 | 1912 László Székely                                              |         |      |
| 143 25       | Casă. Stil eclectic istoricist cu elemente neoromantice. Arce Rundbogenstil. | Str. Coriolan Brediceanu nr. 4 45°45′22″N 21°13′35″E / 45.7562°N 21.2264°E                 | 19                                                               |         | LMI  |
| 144 25       | Claustrul mănăstirii Franciscanilor. | Str. Emanoil Ungureanu nr. 1 45°45′23″N 21°13′37″E / 45.7564°N 21.2269°E                   | 1740                                                             |         | LMI  |
| 147          | Casa asociațiilor profesionale. Decorațiuni nooromantice și „maure”. Arce Rundbogenstil. | Str. Eugeniu de Savoya nr. 13 45°45′24″N 21°13′34″E / 45.7567°N 21.2261°E                  | 1859                                                             |         |      |
| 148 25       | Sinagoga din Cetate. Stil eclectic istoricist cu elemente maure și neoromantice. | Str Mărășești nr. 6 45°45′23″N 21°13′34″E / 45.7565°N 21.2261°E                            | 1865 Karl Schumann                                               |         | LMI  |
| 149–151 26   | Spitalul orășenesc. Stil baroc provincial. | Str. Mărășești nr. 3–5 45°45′21″N 21°13′31″E / 45.7558°N 21.2253°E                         | 1744 (corpul de vest) 1758 (corpul de est) c. 1850 (reconstruit) |         | LMI  |
| 152, 154 27  | Comenduirea Generală (Centrul Militar Zonal Timiș). Stil eclectic istoricist cu elemente clasiciste și neoromantice. | Piața Libertății nr. 6 Str. Mărășești nr. 4 45°45′20″N 21°13′34″E / 45.7555°N 21.2262°E    | 1859                                                             |         |      |
| 153 27       | Cazinoul Militar. Stil baroc târziu. Decorat cu pilaștri dubli cu capiteluri corintice. | Piața Libertății nr. 7 45°45′20″N 21°13′35″E / 45.7556°N 21.2264°E                         | 1755 1910 (supraetajare)                                         |         | LMI  |
| 155 28       | Palatul Bancii Agrare. Stil modern interbelic. | Piața Libertății nr. 2 45°45′21″N 21°13′41″E / 45.7557°N 21.2280°E                         | 1901 1934 (fațada, Konrad Richter)                               |         |      |
| 156 28       | Palatul Casei de Economii. Stil eclectic istoricist cu elemente clasiciste și neoromantice. Decorat cu pilaștri dubli. Arce Rundbogenstil. | Piața Sfântul Gheorghe (frontul de vest) 45°45′21″N 21°13′42″E / 45.7557°N 21.2284°E       | 1855 ? (supraetajare, Karl May) 1913 (edicule, László Székely)   |         |      |
| 163 29–30    | Palat pentru Episcopia Romano-Catolică („Bega Mică”). Stil eclectic cu elemente Secession. Decorată cu pilaștri. | Str. Episcop Augustin Pacha nr. 2 45°45′20″N 21°13′48″E / 45.7556°N 21.2299°E              | 1915 Ernő Foerk                                                  |         |      |
| 164 29–30    | Locuințe pentru călugării catolici. Stil eclectic. Decorată cu pilaștri cu capiteluri ionice. | Str. Carol Telbisz nr. 2 45°45′19″N 21°13′48″E / 45.7554°N 21.2300°E                       | 1916                                                             |         |      |
| 165 29       | Palatul Băncii Szana. Stil eclectic cu elemente Secession. Et. I decorat cu semicoloane, iar et. II–III cu pilaștri. | Piața Sf. Gheorghe (frontul de est) 45°45′21″N 21°13′45″E / 45.7557°N 21.2293°E            | 1922 József Krémer jr.                                           |         |      |
| 167 29–30    | Magazinul „Bega”. Stil modern postbelic. | Str. Proclamația de la Timișoara nr. 2 45°45′20″N 21°13′50″E / 45.7555°N 21.2306°E         | 1972 Vasile Oprișan                                              |         |      |
| 169 31       | Biblioteca Județeană. Stil eclectic istoricist. Decorat cu pilaștri cu capiteluri ionice. | Piața Libertății nr. 3 45°45′19″N 21°13′41″E / 45.7554°N 21.2280°E                         | 1727 c. 1890 (supraetajare, László Székely)                      |         |      |
| 170 31       | Locuința Generalului. Stil eclectic istoricist cu elemente clasiciste. | Piața Libertății nr. 4 45°45′19″N 21°13′41″E / 45.7552°N 21.2280°E                         | 1727                                                             |         |      |
| 171 31       | Casa József Kossak (atelierul foto Kossak). Stil eclectic istoricist cu elemente neorococo. | Str. General Praporgescu nr. 2 45°45′19″N 21°13′43″E / 45.7553°N 21.2285°E                 | 1740 1894 (supraetajare, Eduard Reiter)                          |         |      |
| 172 31       | Casa Băncii „La Leu”. Între 1920–1923 cabaretul „Alhambra”. Stil Secession, pilaștri și decorațiuni geometrice și zoomorfe (bufnițe). | Str. Enrico Carusso nr. 3 45°45′19″N 21°13′44″E / 45.7553°N 21.2288°E                      | 1747 1920 (reamenajare)                                          |         |      |
| 174 32       | Cazarma Statului Major. Stil eclectic istoricist. | Str. Carol Telbisz nr.4 45°45′17″N 21°13′42″E / 45.7547°N 21.2284°E                        | 1857                                                             |         |      |
| 175 33       | Universitatea Politehnica din Timișoara, Facultatea de Chimie (fostul Palat al Școlilor Comunale). Stil eclectic istoricist cu elemente clasiciste și neobaroce. Decorat cu pilaștri cu capiteluri ionice și corintice. Arce Rundbogenstil. | Str Carol Telbisz nr. 6 45°45′14″N 21°13′43″E / 45.7540°N 21.2287°E                        | 1893 Jacques (Jakob) Klein                                       |         |      |
| 176 33       | Biserica romano-catolică „Sf. Ecaterina”. Stil eclectic istoricist cu elemente clasiciste. Decorată cu pilaștri cu capiteluri ionice și compozite. | Str. Ianos Bolyai nr. 6 45°45′15″N 21°13′42″E / 45.7542°N 21.2284°E                        | 1755 1890 (reconstruire turn și boltă)                           |         | LMI  |
| 179 33       | Hotel Victoria (hanul „La Vulturul de Aur”). Stil Secession. Decorat cu un edicul. | Str. Lucian Blaga nr. 3 45°45′15″N 21°13′40″E / 45.7543°N 21.2278°E                        | 1907                                                             |         |      |
| 182 33       | Oficiul Cameral al Sării, azi parte a Colegiului Tehnic „Ion I.C. Brătianu”. Fără stil, fără decorațiuni. | Piața Iancu Huniade, colț cu str. Lucian Blaga 45°45′14″N 21°13′40″E / 45.7538°N 21.2277°E | 1758                                                             |         |      |
| 183 33       | Colegiul Tehnic „Ion I.C. Brătianu”. Stil simplu cu decorațiuni eclectice. | Piața Huniade nr. 2 45°45′13″N 21°13′42″E / 45.7537°N 21.2283°E                            | c. 1900                                                          |         |      |
| 185 35       | Comenduirea Garnizoanei (Generalatul Nou). Cea mai veche clădire din Timișoara. | Piața Libertății nr. 4 45°45′18″N 21°13′38″E / 45.7550°N 21.2273°E                         | 1727                                                             |         |      |
| 193 35       | Casa de Mode (Modex). Stil modern postbelic (baroc modern). | Piața Iancu Huniade nr. 3 45°45′14″N 21°13′37″E / 45.7540°N 21.2269°E                      | 1974 Anca Selegian, Ivan Stern                                   |         |      |
| 195 35       | Localul „La Ancora de Aur”. Stil eclectic istoricist | Str. Alba Iulia nr. 9 45°45′15″N 21°13′35″E / 45.7541°N 21.2264°E                          | c. 1800                                                          |         |      |
| 198 35       | Banca Albina. Stil eclectic istoricist cu elemente clasiciste și neobaroce. Decorată cu pilaștri antropomorfi cu capiteluri corintice și pilaștri cu capiteluri ionice. | Str. Alba Iulia nr. 3 45°45′17″N 21°13′36″E / 45.7546°N 21.2267°E                          | c. 1800                                                          |         |      |
| 199 35       | Casa cu flori (Florăria Wilhelm Mühle). Stil eclectic istoricist cu elemente clasiciste și neobaroce. Decorată cu pilaștri dubli cu capiteluri corintice. | Str. Alba Iulia nr. 1 45°45′17″N 21°13′36″E / 45.7547°N 21.2268°E                          | 1902                                                             |         |      |
| 200–201 36   | Opera și Teatrul Național. Stil eclectic istoricist clasicist. Decorată cu pilaștri cu capiteluri corintice și dorice. Ferestre cu fontoane triunghiulare. Arce Rundbogenstil. | Str. Alba Iulia nr. 2 Str. Mărășești nr. 2 45°45′15″N 21°13′33″E / 45.7543°N 21.2259°E     | 1882 1936 (fațada, Duiliu Marcu)                                 |         | LMI  |
| 202 36       | Casa cu Atlanți. Stil eclectic clasicist. Decorată cu pilaștri cu figuri antropomorfe (atlanți). Balconul de deasupra porții susținut de coloane cu capiteluri ionice. Intrarea este protejată de două țevi de tun îngropate. | Str. Victor Vlad Delamarina nr. 1 45°45′18″N 21°13′36″E / 45.7551°N 21.2266°E              | 1808 c. 1900 (reconstrucție, Lipót Baumhorn)                     |         | LMI  |
| 207 37       | Palatul Băncilor Bănățene (Hotel Timișoara). Stil modern interbelic de factură eclectică. | Str. Mărășești nr. 1 45°45′16″N 21°13′31″E / 45.7544°N 21.2254°E                           | 1932 Mathias Hubert                                              |         |      |
| 208 38       | Spitalul Mizericordienilor (Spitalul de oftalmologie). Stil eclectic istoricist cu elemente clasiciste și neoromantice. | Str. Sfântul Ioan nr. 3 45°45′20″N 21°13′29″E / 45.7556°N 21.2247°E                        | 1737 Johann Theodor Kostka                                       |         | LMI  |
| 209 38       | Biserica mizericordienilor. Stil baroc provincial. | Str. Sfântul Ioan nr. 5 45°45′21″N 21°13′29″E / 45.7558°N 21.2247°E                        | 1753                                                             |         | LMI  |
| 210          | Casă. Stil baroc provincial. | Str. Francesco Griselini nr. 2 45°45′23″N 21°13′52″E / 45.7564°N 21.2311°E                 | Sec. al XVIII-lea                                                |         | LMI  |